# الباب المفتوح (فلم)
الباب المفتوح فيلم مصري تم إنتاجه عام 1963، من إخراج هنري بركات و بطولة فاتن حمامة و صالح سليم و محمود مرسي و حسن يوسف. الفيلم عن قصة نصها للطيفة الزيات.

## فريق العمل
إخراج: هنري بركات

تأليف:
- يوسف عيسى
- هنري بركات
- لطيفة الزيات

### بطولة
- فاتن حمامة
- صالح سليم
- حسن يوسف
- محمود مرسي
- شويكار
- شيرين
- ناهد سمير
- ميمي شكيب
- يعقوب ميخائيل
- سمير شديد
- محمود الحديني
- سهام فتحي

## روابط خارجية
- الباب المفتوح على موقع IMDb (الإنجليزية)
- الباب المفتوح على موقع الدهليز
- الباب المفتوح على موقع قاعدة بيانات الأفلام العربية
- الباب المفتوح على موقع فيلمافينيتي (الإسبانية)
- الباب المفتوح على موقع قاعدة بيانات الفيلم (الإنجليزية)
- الباب المفتوح على موقع ليتربوكسد (الإنجليزية)
- الباب المفتوح على موقع كينوبويسك (الروسية)